# Fort de Tourneville
Le fort de Tourneville est une fortification de la ville du Havre en Seine-Maritime. Il se situe en ville haute à 140 mètres au-dessus du niveau de la mer, au 55 de la rue du 329e-Régiment-d'Infanterie. Il abrite aujourd'hui le service des archives municipales du Havre, une scène de musiques actuelles avec le TETRIS, la pépinière d'artistes de la ville du Havre et le siège de nombreuses associations culturelles majoritairement.

## Histoire
Le fort de Tourneville a été construit entre 1854 et 1860. Il faisait partie d'un ensemble de fortifications composées du fort de Sainte-Adresse à l'ouest, du fort Frileuse, et du fort des Neiges,. Ce système de défense permit au Havre de résister aux attaques prussiennes d’octobre 1870 à mars 1871. Lors de la Première Guerre mondiale, il sert de casernement pour le 359ème Régiment d'Infanterie. Pendant la Seconde Guerre mondiale, l'armée allemande s'installe dans ce fort puis, l'armée américaine l'utilise pour y loger ses troupes. Après le déclassement de la place du Havre à la fin du XIXe siècle, il fut occupé par une caserne pour les régiments d'infanterie entre 1890 et 1976. Il est racheté en 1983 par la municipalité.

## Aujourd'hui
De nos jours, l'ensemble des bâtiments abrite les Archives municipales, la bibliothèque scientifique du Muséum d'histoire naturelle et de nombreuses associations culturelles comme la Société philatélique havraise, le Centre havrais de recherche historique, la Société havraise d'études diverses, le Groupement généalogique du Havre, la Société normande d’études numismatiques ou encore l'Atelier de musique. Le tetris, une salle de concert et des studios d'enregistrement a ouvert dans l'enceinte du Fort, côté ouest, en septembre 2013.
Côté est, le SONIC propose six locaux de répétitions, un bâtiment administratif abritant un espace d'accueil, des bureaux, des espaces de stockage, une loge et des sanitaires et dans la continuité, une scène pédagogique dédiée à la répétition, la création, la formation et la diffusion. Baptisé le Tube, cette scène a vu le jour grâce à la réhabilitation d'une ancienne soute à munition enterrée depuis 1938.